# لاونو-مومبلو
لاونو-مومبلو (به ایتالیایی: Laveno-Mombello) یک کومونه در ایتالیا است که در استان وارزه واقع شده‌است.

## خصوصیات
لاونو-مومبلو ۲۵٫۹ کیلومترمربع مساحت و ۸٬۹۹۱ نفر جمعیت دارد.